# Azat-Châtenet
Azat-Châtenet ist eine Gemeinde in Frankreich. Sie gehört zur Region Nouvelle-Aquitaine, zum Département Creuse, zum Arrondissement Guéret und zum Kanton Le Grand-Bourg. 

## Lage
Die Gemeinde grenzt im Nordwesten an Montaigut-le-Blanc, im Norden an Saint-Victor-en-Marche, im Osten an Saint-Éloi, im Süden an Janaillat und im Westen an Augères. Das Gemeindegebiet wird vom Fluss Leyrenne durchquert. 

## Bevölkerungsentwicklung

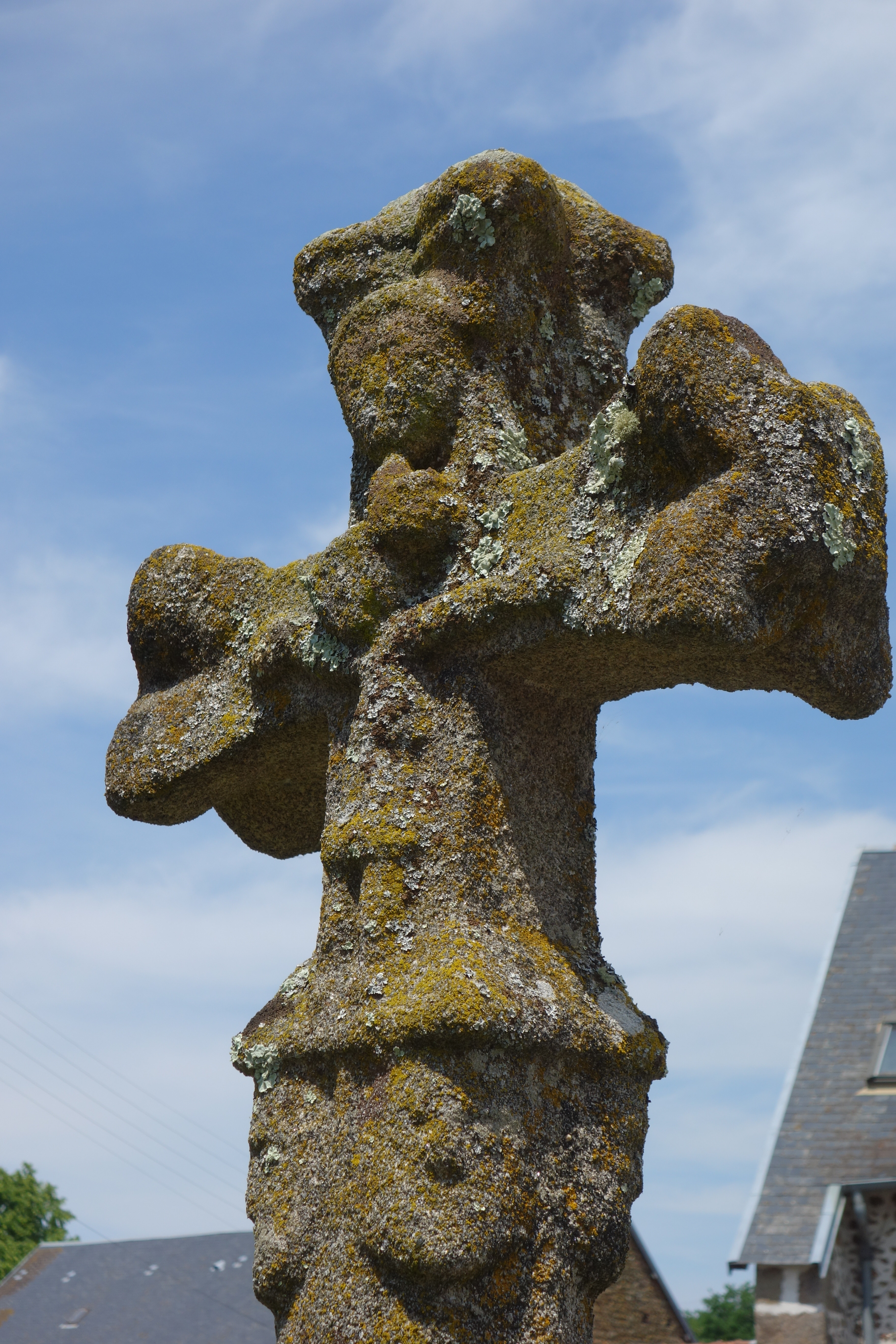
Monumentalkreuz aus dem 14. Jahrhundert, Monument historique

| Jahr      | 1962 | 1968 | 1975 | 1982 | 1990 | 1999 | 2006 | 2008 | 2016 |
| --------- | ---- | ---- | ---- | ---- | ---- | ---- | ---- | ---- | ---- |
| Einwohner | 217  | 210  | 188  | 168  | 133  | 133  | 132  | 132  | 110  |